# اتفاقية ميناماتا بشأن الزئبق
اتفاقية ميناماتا بشأن الزئبق (بالإنجليزية: Minamata Convention on Mercury)‏ هي معاهدة دولية تهدف إلى حماية صحة الإنسان والبيئة من انبعاثات الزئبق ومركباته وإطلاقاته بشرية المنشأ. جاءت هذه الاتفاقية نتيجة 3 أعوام من الاجتماعات والمفاوضات والتي تم بعدها الاتفاق على نص المعاهدة من قبل ممثلي مايقارب 140 دولة بتاريخ 19 يناير عام 2013 في جنيف واعتمدت ووقعت لاحقًا في 10 من أكتوبر من العام ذاته في مؤتمر دبلوماسي عقد في مدينة كوماموتو في اليابان.
سميت الاتفاقية باسم مدينة ميناماتا اليابانية التي حدثت بها كارثة تسمم بالزئبق أودت بحياة المئات من البشر. ومن المتوقع خلال العقود المقبلة أن تعزز هذه المعاهدة الدولية الحد من تلوث الزئبق الناتج من الأنشطة المسؤولة عن الانبعاثات والإطلاقات الرئيسية للزئبق إلى البيئة مباشرة.

## خلفية عن الزئبق
الزئبق عنصر طبيعي، ويمكن إطلاقه إلى البيئة من مصادر طبيعية مثل ماتسببه تعرية (تجوية) الصخور المحتوية على الزئبق أو حرائق الغابات أو الانشطة البركانية والانشطة الحرارية الأرضية. ويطلق أيضا إلى البيئة من الأنشطة البشرية. تقدر حاليا كمية الزئبق بين 5500 إلى 8900 طن تنبعث كل عام بشكل متكرر إلى الغلاف الجوي، بالإضافة إلى كميات كبيرة منه تنبعث نتيجة لأنشطة بشرية.
وبسبب خصائصة الفريدة؛ فقد استخدم الزئبق في العديد من المنتجات لمئات السنوات. وحاليا، يستخدم غالبا في العمليات الصناعية التي تنتج الكلور(نباتات الكلور القلوي الزئبقي) أو مونيل كلوريد الفينيل من أجل إنتاج البولي فينيل كلوريد والبولي يوريثان واللدائن. ويستخدم الزئبق في نطاق واسع من أجل استخراج الذهب من الركاز وفي تعدين الذهب الحرفي.
ويوجد الزئبق في في منتجات مثل مفاتيح الكهرباء ومنظمات الحرارة وأجهزة القياس والتحكم والمصابيح الموفرة للطاقة (الفلورسنت) والبطاريات وحشوات الأسنان الملغمية. ويستخدم أيضا في المختبرات ومجال التجميل والأدوية، كما يوجد في اللقاحات كمادة حافظة. ويوجد في الدهانات والمجوهرات. ويطلق الزئبق -من دون قصد- من بعض العمليات الصناعية عمليات توليد الطاقة والحرارة بالفحم وتصنيع الإسمنت، والتعدين وغيرها من الأنشطة التعدينية وأيضاً نتيجة حرق أنواع عديدة من النفايات.

## تاريخ المفاوضات
يعرف عن الزئبق ومركباته منذ وقت طويل أنه سام ومضر لصحة الإنسان والبيئة. وقد لفتت أزمات الصحة العامة على نطاق واسع والتي كانت نتيجة التسمم بالزئبق مثل مرض ميناماتا ومرض نيجاتا لفتت الانتباه إلى هذه المسألة. ففي عام 1972 شهد المندوبون الذين حضروا مؤتمر ستوكهولم بشأن البيئة البشرية حالة طالبة المدرسة الثانوية اليابانية شينوبو ساكاموتو التي أصيبت بإعاقة نتجت من تسمم بميثيل الزئبق في الرحم. وأنشيء بعد ذلك بفترة قصيرة برنامج الامم المتحدة للبيئة. وشاركت منظمة الأمم المتحدة بفاعلية من أجل تنفيذ سياسات علم التسمم بالزئبق.
في عام 2001، دعا مجلس إدارة برنامج الأمم المتحدة للبيئة المدير التنفيذي إلى إجراء تقييم عالمي للزئبق ومركباته، يشمل ذلك الآثار الكيميائية والصحية، والمصادر والنقل بعيد المدى بالإضافة إلى تقنيات الوقاية والسيطرة المتعلقة بالزئبق.
وفي عام 2003، نظر مجلس الإدارة في التقييم ووجد أن هنالك مايكفي من الأدلة التي تؤكد على وجود آثار سلبية عالمية كبيرة للزئبق ومركباته وبالتالي تبرر هذه الأدلة اتخاذ المزيد من الإجراءات الدولية للحد من مخاطر الزئبق على صحة الإنسان والبيئة. وتم حث الحكومات على اعتماد أهداف من أجل الحد من انبعاثات الزئبق وأطلاقاته. وشرعت مبادرة الامم المتحدة للبيئة في تقديم المساعدات التقنية ونشاطات بناء القدرات من أجل تحقيق تلك الأهداف.
وقد أنشيء برنامج لمعالجة المخاوف التي يشكلها الزئبق مع مزيد من التعزيزات من جانب الحكومات بين عامي 2005 و2007 في شراكة الزئبق العالمية التابعة لبرنامج الأمم المتحدة للبيئة. وفي عام 2007، خلص مجلس الإدارة إلى أن خيارات تعزيز التدابير الطوعية والصكوك القانونية الدولية الجديدة منها أو القائمة يجب أن تستعرض ويتم تقييمها من أجل إحراز تقدم في معالجة مسألة الزئبق. وفي فبراير عام 2009، قرر مجلس إدارة البرنامج تطوير صك عالمي ملزم قانونيا حول الزئبق. وانشئت فورا لجنة التفاوض الحكومية الدولية تفاوضت من خلالها البلدان على نص الاتفاقية وشارك فيها المعنيون بالأمر بما في ذلك المنظمات الدولية الحكومية وغير الحكومية وتبادلوا خلالها الآراء والخبرات والتقنيات. عقدت اللجنة خمس دورات للتفاوض والمناقشة حول اتفاق عالمي بشأن الزئبق:
- لجنة التفاوض الحكومية الدولية الدورة الأولى: من 7 إلى 11 يونيو 2010 في ستوكهولهم، السويد.[4]
- لجنة التفاوض الحكومية الدولية الدورة الثانية: من 24 إلى 28 يناير 2011 في تشيبا، اليابان.[5][6]
- لجنة التفاوض الحكومية الدولية الدورة الثالثة: من 31 أكتوبر إلى 4 نوفمبر عام 2011 في نيروبي، كينيا.[7]
- لجنة التفاوض الحكومية الدولية الدورة الرابعة: من 27 يونيو إلى 2 يوليو عام 2012 في بونتا ديل استي، الأورغواي.[8]
- لجنة التفاوض الحكومية الدولية الخامسة: من 13 إلى 18 يناير 2013 في جنيف، سويسرا.[9]

في 19 يناير عام 2013، اختتمت المفاوضات بين قرابة 140 وافقت على مشروع نص الاتفاقية التي اعتمدت وطرحت للتوقيع لمدة عام واحد في 10 أكتوبر 2013 في مؤتمر المفوضين الدبلوماسي في كوماموتو باليابان.
وإلي جانب اعتماد الاتفاقية، كلفت لجنة التفاوض الحكومية الدولية بتسهيل عملية دخول الاتفاقية حيز التنفيذ والتطبيق الفعال لها.
تم عقد دورتين للجنة غطت المناقشات فيها عدد من الأمور الفنية والمالية والإدارية والتشغيلية:
- لجنة التفاوض الحكومية الدولية السادسة: من 3 إلى 7 نوفمبر 2014 في بانكوك، تايلاند.
- لجنة التفاوض الحكومية الدولية السابعة: من 10 إلى 15 مارس عام 2016 في البحر الميت، الأردن.

وتطلب دخول الاتفاقية حيز التنفيذ الحصول على 50 وثيقة توقيع أو قبول أو موافقة أو انضمام من جانب الدول أو منظمات التكامل الاقتصادي الإقليمية. وحدث ذلك في في 18 مايو 2017. ثم دخلت الاتفاقية في حيز التفنيذ بتاريخ 16 أغسطس عام 2017، وعقد الاجتماع الأول لمؤتمر الأطراف في الفترة من 24 إلى 29 سبتمبر من عام 2017 في جنيف.

## قائمة الموقعين والأطراف
| الدولة                   | التوقيع        | المصادقة، القبول (A)، الاعتماد (AA)، الانضمام (a) |
| ------------------------ | -------------- | ------------------------------------------------- |
| أفغانستان                | —              | 2 مايو 2017 (a)                                   |
| ألبانيا                  | 9 أكتوبر 2014  | 26 مايو 2020                                      |
| الجزائر                  | —              | 30 نوفمبر 2022 (a)                                |
| أنغولا                   | 11 أكتوبر 2013 |                                                   |
| أنتيغوا وباربودا         | —              | 23 سبتمبر 2016 (a)                                |
| الأرجنتين                | 10 أكتوبر 2013 | 25 سبتمبر 2017                                    |
| أرمينيا                  | 10 أكتوبر 2013 | 13 ديسمبر 2017                                    |
| أستراليا                 | 10 أكتوبر 2013 | 7 ديسمبر 2021                                     |
| النمسا                   | 10 أكتوبر 2013 | 12 يونيو 2017                                     |
| جزر البهاما              | —              | 12 فبراير 2020 (a)                                |
| البحرين                  | —              | 6 يوليو 2021 (a)                                  |
| بنغلاديش                 | 10 أكتوبر 2013 | 18 أبريل 2023                                     |
| بيلاروس                  | 23 سبتمبر 2014 |                                                   |
| بلجيكا                   | 10 أكتوبر 2013 | 26 فبراير 2018                                    |
| بليز                     | —              | 12 يونيو 2023 (a)                                 |
| بنين                     | 10 أكتوبر 2013 | 7 نوفمبر 2016                                     |
| بوليفيا                  | 10 أكتوبر 2013 | 26 يناير 2016                                     |
| بوتسوانا                 | —              | 3 يونيو 2016 (a)                                  |
| البرازيل                 | 10 أكتوبر 2013 | 8 أغسطس 2017                                      |
| بلغاريا                  | 10 أكتوبر 2013 | 18 مايو 2017                                      |
| بوركينا فاسو             | 10 أكتوبر 2013 | 10 أبريل 2017                                     |
| بوروندي                  | 14 فبراير 2014 | 26 مارس 2021                                      |
| كمبوديا                  | 10 أكتوبر 2013 | 8 أبريل 2021                                      |
| الكاميرون                | 24 سبتمبر 2014 | 10 مارس 2021                                      |
| كندا                     | 10 أكتوبر 2013 | 7 أبريل 2017                                      |
| جمهورية إفريقيا الوسطى   | 10 أكتوبر 2013 | 31 مارس 2021                                      |
| تشاد                     | 25 سبتمبر 2014 | 24 سبتمبر 2015                                    |
| تشيلي                    | 10 أكتوبر 2013 | 27 أغسطس 2018                                     |
| الصين                    | 10 أكتوبر 2013 | 31 أغسطس 2016                                     |
| كولومبيا                 | 10 أكتوبر 2013 | 26 أغسطس 2019                                     |
| جزر القمر                | 10 أكتوبر 2013 | 23 يوليو 2019                                     |
| الكونغو                  | 8 أكتوبر 2014  | 6 أغسطس 2019                                      |
| كوستاريكا                | 10 أكتوبر 2013 | 19 يناير 2017                                     |
| ساحل العاج               | 10 أكتوبر 2013 | 1 أكتوبر 2019                                     |
| كرواتيا                  | 24 سبتمبر 2014 | 25 سبتمبر 2017                                    |
| كوبا                     | —              | 30 يناير 2018 (a)                                 |
| قبرص                     | 24 سبتمبر 2014 | 25 فبراير 2020                                    |
| جمهورية التشيك           | 10 أكتوبر 2013 | 19 يونيو 2017                                     |
| الدنمارك                 | 10 أكتوبر 2013 | 18 مايو 2017                                      |
| جيبوتي                   | 10 أكتوبر 2013 | 23 سبتمبر 2014                                    |
| جمهورية الدومينيكان      | 10 أكتوبر 2013 | 20 مارس 2018                                      |
| الإكوادور                | 10 أكتوبر 2013 | 29 يوليو 2016                                     |
| السلفادور                | —              | 20 يونيو 2017 (a)                                 |
| غينيا الاستوائية         | —              | 24 ديسمبر 2019 (a)                                |
| إرتريا                   | —              | 7 فبراير 2023 (a)                                 |
| إستونيا                  | —              | 21 يونيو 2017 (a)                                 |
| إسواتيني                 | —              | 21 سبتمبر 2016 (a)                                |
| إثيوبيا                  | 10 أكتوبر 2013 | 19 أغسطس 2024                                     |
| الاتحاد الأوروبي         | 10 أكتوبر 2013 | 18 مايو 2017 (AA)                                 |
| فنلندا                   | 10 أكتوبر 2013 | 1 يونيو 2017 (A)                                  |
| فرنسا                    | 10 أكتوبر 2013 | 15 يونيو 2017                                     |
| الغابون                  | 30 يونيو 2014  | 24 سبتمبر 2014 (A)                                |
| غامبيا                   | 10 أكتوبر 2013 | 7 نوفمبر 2016                                     |
| جورجيا                   | 10 أكتوبر 2013 | 17 يوليو 2023                                     |
| ألمانيا                  | 10 أكتوبر 2013 | 15 سبتمبر 2017                                    |
| غانا                     | 24 سبتمبر 2014 | 23 مارس 2017                                      |
| اليونان                  | 10 أكتوبر 2013 | 10 يونيو 2020                                     |
| غواتيمالا                | 10 أكتوبر 2013 |                                                   |
| غينيا                    | 25 نوفمبر 2013 | 21 أكتوبر 2014                                    |
| غينيا بيساو              | 24 سبتمبر 2014 | 22 أكتوبر 2018                                    |
| غيانا                    | 10 أكتوبر 2013 | 24 سبتمبر 2014                                    |
| هندوراس                  | 24 سبتمبر 2014 | 22 مارس 2017                                      |
| المجر                    | 10 أكتوبر 2013 | 18 مايو 2017                                      |
| آيسلندا                  | —              | 3 مايو 2018 (a)                                   |
| الهند                    | 30 سبتمبر 2014 | 18 يونيو 2018                                     |
| إندونيسيا                | 10 أكتوبر 2013 | 22 سبتمبر 2017                                    |
| إيران                    | 10 أكتوبر 2013 | 16 يونيو 2017                                     |
| العراق                   | 10 أكتوبر 2013 | 16 سبتمبر 2021                                    |
| أيرلندا                  | 10 أكتوبر 2013 | 18 مارس 2019                                      |
| إسرائيل                  | 10 أكتوبر 2013 |                                                   |
| إيطاليا                  | 10 أكتوبر 2013 | 5 يناير 2021                                      |
| جامايكا                  | 10 أكتوبر 2013 | 19 يوليو 2017                                     |
| اليابان                  | 10 أكتوبر 2013 | 2 فبراير 2016 (A)                                 |
| الأردن                   | 10 أكتوبر 2013 | 12 نوفمبر 2015                                    |
| كينيا                    | 10 أكتوبر 2013 | 22 سبتمبر 2023                                    |
| كيريباتي                 | —              | 28 يوليو 2017 (a)                                 |
| الكويت                   | 10 أكتوبر 2013 | 3 ديسمبر 2015                                     |
| لاوس                     | —              | 21 سبتمبر 2017 (a)                                |
| لاتفيا                   | 24 سبتمبر 2014 | 20 يونيو 2017                                     |
| لبنان                    | —              | 13 أكتوبر 2017 (a)                                |
| ليسوتو                   | —              | 12 نوفمبر 2014 (a)                                |
| ليبيريا                  | 24 سبتمبر 2014 | 24 سبتمبر 2024 (A)                                |
| ليبيا                    | 10 أكتوبر 2013 |                                                   |
| ليختنشتاين               | —              | 1 فبراير 2017 (a)                                 |
| ليتوانيا                 | 10 أكتوبر 2013 | 15 يناير 2018                                     |
| لوكسمبورغ                | 10 أكتوبر 2013 | 21 سبتمبر 2017                                    |
| مدغشقر                   | 10 أكتوبر 2013 | 13 مايو 2015                                      |
| مالاوي                   | 10 أكتوبر 2013 | 23 يونيو 2023                                     |
| ماليزيا                  | 24 سبتمبر 2014 |                                                   |
| المالديف                 |                | 24 سبتمبر 2024 (a)                                |
| مالي                     | 10 أكتوبر 2013 | 27 مايو 2016                                      |
| مالطا                    | 8 أكتوبر 2014  | 18 مايو 2017                                      |
| جزر مارشال               | —              | 29 يناير 2019 (a)                                 |
| موريتانيا                | 11 أكتوبر 2013 | 18 أغسطس 2015                                     |
| موريشيوس                 | 10 أكتوبر 2013 | 21 سبتمبر 2017                                    |
| المكسيك                  | 10 أكتوبر 2013 | 29 سبتمبر 2015                                    |
| مولدوفا                  | 10 أكتوبر 2013 | 20 يونيو 2017                                     |
| موناكو                   | 24 سبتمبر 2014 | 24 سبتمبر 2014                                    |
| منغوليا                  | 10 أكتوبر 2013 | 28 سبتمبر 2015                                    |
| الجبل الأسود             | 24 سبتمبر 2014 | 10 يونيو 2019                                     |
| المغرب                   | 6 يونيو 2014   |                                                   |
| موزمبيق                  | 10 أكتوبر 2013 | 19 فبراير 2024                                    |
| ناميبيا                  | —              | 6 سبتمبر 2017 (a)                                 |
| نيبال                    | 10 أكتوبر 2013 |                                                   |
| هولندا                   | 10 أكتوبر 2013 | 18 مايو 2017 (A)                                  |
| نيوزيلندا                | 10 أكتوبر 2013 |                                                   |
| نيكاراغوا                | 10 أكتوبر 2013 | 29 أكتوبر 2014                                    |
| النيجر                   | 10 أكتوبر 2013 | 9 يونيو 2017                                      |
| نيجيريا                  | 10 أكتوبر 2013 | 1 فبراير 2018                                     |
| مقدونيا الشمالية         | 25 يوليو 2014  | 12 مارس 2020                                      |
| النرويج                  | 10 أكتوبر 2013 | 12 مايو 2017                                      |
| عمان                     | —              | 23 يونيو 2020 (a)                                 |
| باكستان                  | 10 أكتوبر 2013 | 16 ديسمبر 2020                                    |
| بالاو                    | 9 أكتوبر 2014  | 21 يونيو 2017                                     |
| فلسطين                   | —              | 18 مارس 2019 (a)                                  |
| بنما                     | 10 أكتوبر 2013 | 29 سبتمبر 2015                                    |
| باراغواي                 | 10 فبراير 2014 | 26 يونيو 2018                                     |
| بيرو                     | 10 أكتوبر 2013 | 21 يناير 2016                                     |
| الفلبين                  | 10 أكتوبر 2013 | 8 يوليو 2020                                      |
| بولندا                   | 24 سبتمبر 2014 | 30 سبتمبر 2021                                    |
| البرتغال                 | —              | 28 أغسطس 2018 (a)                                 |
| قطر                      | —              | 4 نوفمبر 2020 (a)                                 |
| رومانيا                  | 10 أكتوبر 2013 | 18 مايو 2017                                      |
| روسيا                    | 24 سبتمبر 2014 |                                                   |
| رواندا                   | —              | 29 يونيو 2017 (a)                                 |
| سانت كيتس ونيفيس         | —              | 24 مايو 2017 (a)                                  |
| سانت لوسيا               | —              | 23 يناير 2019 (a)                                 |
| سانت فينسنت والغرينادين  | —              | 18 أغسطس 2023 (a)                                 |
| ساموا                    | 10 أكتوبر 2013 | 24 سبتمبر 2015                                    |
| ساو تومي وبرينسيب        | —              | 30 أغسطس 2018 (a)                                 |
| السعودية                 | —              | 27 فبراير 2019 (a)                                |
| السنغال                  | 11 أكتوبر 2013 | 3 مارس 2016                                       |
| صربيا                    | 9 أكتوبر 2014  | 4 ديسمبر 2024                                     |
| سيشل                     | 27 مايو 2014   | 13 يناير 2015                                     |
| سيراليون                 | 12 أغسطس 2014  | 1 نوفمبر 2016                                     |
| سنغافورة                 | 10 أكتوبر 2013 | 22 سبتمبر 2017                                    |
| سلوفاكيا                 | 10 أكتوبر 2013 | 31 مايو 2017                                      |
| سلوفينيا                 | 10 أكتوبر 2013 | 23 يونيو 2017                                     |
| جنوب إفريقيا             | 10 أكتوبر 2013 | 29 أبريل 2019                                     |
| كوريا الجنوبية           | 24 سبتمبر 2014 | 22 نوفمبر 2019                                    |
| إسبانيا                  | 10 أكتوبر 2013 | 13 ديسمبر 2021                                    |
| سريلانكا                 | 8 أكتوبر 2014  | 19 يونيو 2017                                     |
| السودان                  | 24 سبتمبر 2014 |                                                   |
| سورينام                  | —              | 2 أغسطس 2018 (a)                                  |
| السويد                   | 10 أكتوبر 2013 | 18 مايو 2017                                      |
| سويسرا                   | 10 أكتوبر 2013 | 25 مايو 2016                                      |
| سوريا                    | 24 سبتمبر 2014 | 26 يوليو 2017                                     |
| تنزانيا                  | 10 أكتوبر 2013 | 5 أكتوبر 2020                                     |
| تايلاند                  | —              | 22 يونيو 2017 (a)                                 |
| توغو                     | 10 أكتوبر 2013 | 3 فبراير 2017                                     |
| تونغا                    | —              | 22 أكتوبر 2018 (a)                                |
| تونس                     | 10 أكتوبر 2013 |                                                   |
| تركيا                    | 24 سبتمبر 2014 | 4 أكتوبر 2022                                     |
| توفالو                   | —              | 7 يونيو 2019 (a)                                  |
| أوغندا                   | 10 أكتوبر 2013 | 1 مارس 2019                                       |
| أوكرانيا                 | —              | 18 أغسطس 2023 (a)                                 |
| الإمارات العربية المتحدة | 10 أكتوبر 2013 | 27 أبريل 2015                                     |
| المملكة المتحدة          | 10 أكتوبر 2013 | 23 مارس 2018                                      |
| الولايات المتحدة         | 6 نوفمبر 2013  | 6 نوفمبر 2013 (A)                                 |
| الأوروغواي               | 10 أكتوبر 2013 | 24 سبتمبر 2014                                    |
| فانواتو                  | —              | 16 أكتوبر 2018 (a)                                |
| فنزويلا                  | 10 أكتوبر 2013 |                                                   |
| فيتنام                   | 11 أكتوبر 2013 | 23 يونيو 2017 (AA)                                |
| اليمن                    | 21 مارس 2014   |                                                   |
| زامبيا                   | 10 أكتوبر 2013 | 11 مارس 2016                                      |
| زيمبابوي                 | 11 أكتوبر 2013 | 19 أغسطس 2021                                     |

## نظرة عامة حول الاتفاقية
الهدف من اتفاقية ميناماتا هو وقاية صحة الإنسان والبيئة من الانبعاثات البشرية وإطلاقات الزئبق ومركباته. ودعما لهذا الهدف، تتضمن الاتفاقية أحكاما تتعلق بدورة حياة الزئبق كاملة، تشتمل على ضوابط وإجراءات تخفيض تتعلق بمجموعة من المنتجات والعمليات والصناعات التي يستخدم في الزئبق أو حتى ينبعث أو يطلق منها.
وتتطرق الاتفاقية أيضاً التعدين المباشر للزئبق وتصديره واستيراده وتخزينه الآمن والتخلص منه مباشرة كنفايات.
وسينتج عن تنفيذ الاتفاقية تحديد المجموعات السكانية المعرضة لخطر الزئبق وكذلك تعزيز الرعاية الصحية وتدريب أفضل لمقدميها في مجال تحديد ومعالجة الآثار المتعلقة بالزئبق.
تضع الاتفاقية ضوابط على عدد لا يحصى من المنتجات التي تحتوي على الزئبق، والتي سيتم حظر تصنيعها، استيرادها وتصديرها بالكامل بحلول عام 2020، باستثاء الحالات التي تطلب فيه الدول إعفاءً تمهيديا لتنفيذ القرار مدته 5 سنوات. وتشتمل تلك المنتجات على أنواع محددة من البطاريات ومصابيح الفلورسنت المدمجة والصابون ومستحضرات التجميل وأجهزة قياس الحرارة وأجهزة قياس ضغط الدم. وسيتم تنظيم استخدام حشوات الاسنان الملغمية وفقا لهذه الاتفاقية ويجب التوقف التدريجي لاستخدامها من خلال مجموعة من الإجراءات.